# Hildebert II.
Hildebert II. je bil merovinški kralj Avstrazije, v katero je takrat spadala tudi  Provansa, ki je vladal od leta 575 do svoje smrti, * 4. april 570, † marec 595.
Bil je najstarejši sin in naslednik kralja Sigiberta I.. Od leta 592 do smrti je kot posinovljenec in naslednik svojega strica Guntrama vladal tudi v Burgundiji.

## Otroštvo
Po očetovem umoru leta 575 je eden od očetovih zvestih plemičev Gundoald  Hildeberta odpeljal iz Pariza v avstrazijsko prestolnico Metz, kjer so ga priznali za svojega vladarja, čeprav je bil sta komaj pet let. Do njegove polnoletnosti so se oblast prepirali njegova mati Brunhilda in frankovski plemiči.
Kralj Pariza Hilperik I. in burgundski kralj Guntram sta poskušala z njim skleniti zavezništvo in mu v zameno ponujala posinovljenje.  Ker je bil Guntram vladar polovice  Marseillea, je Provansa postala središče krakotrajnega spora med njima. 
Guntram je sklenil zavezništvo z rektorjem (guvernerjem)  Provanse Dinamijem Provansalskim, ki je  nagovarjal  kanonike škofije Uzès, da bi namesto že izvoljenega škofa in nekdanjega guvernerja Provanse Jovina za škofa izvolili diakona Marcela. Jovina in marsejskega škofa Teodora je na potovanju na Hildebertov  dvor Guntram aretiral, Dinamij pa je medtem preprečil, da bi Gundulf, vojvoda iz pomembne senatorske družine in nekdanji Hildebertov domestik,  v Hildebertovem imenu vstopil v Marseille. Dinamij je moral nazadnje popustiti in Hildebert ga je leta 585 zamenjal z guvernerjem Niketijem. Po Niketijevem  uporu je Hildebert 28. novembra 587 za guvernerja Provanse ponovno imenoval Dinamija. 

## Naslednik, kralj in vojskovodja
Po Hilperikovem umoru leta 584 in nevarnosti, ki je grozila Frankovskemu kraljestvu po Grundoaldovem vojnem pohodu leta 585, se je Hildebert popolnoma prepustil  Guntramu. Po Andelotskem sporazumu, podpisanem leta 587, so Hildeberta priznali za Guntramovega naslednika. S stričevo pomočjo je zatrl upore plemstva in uspel zasesti grad  Woëwre. Sledilo je več poskusov umora, ki jih je zasnovala Hilperikova vdova  Fredegunda, da bi Guntramovo kraljestvo dobil njen sin Klotar II.. 
Po Guntramovi smrti leta 592 je Hildebert priključil Burgundsko kraljestvo. Poskušal je zasesti tudi Klotarjevo kraljestvo in postati edini vladar Frankov, vendar je leta 595 umrl. 
Hildebert II. je vzdrževal stike z Bizantinskim cesarstvom in se je v korist cesarja Mavricija večkrat s skromnimi uspehi vojskoval proti Langobardom v Italiji.

## Družina
Hildebert II. je imel dva sinova. Starejši sin Teodebert II. je nasledil Avstrazijo s prestolnico Metz, mlajši Teoderik II. pa je nekdanje Guntramovo kraljestvo Burgundijo s prestolnico v Orléansu.